# Burraco
Il Burraco, più raramente detto Buracco, è un gioco di carte della famiglia della Pinnacola, nato probabilmente in Uruguay intorno agli anni quaranta come variante della Canasta (dalla quale comunque si differenzia sensibilmente in regole e tattiche), diffusosi in Italia intorno agli anni ottanta. L'etimologia del nome è incerta: l'ipotesi più probabile è che derivi dal portoghese buraco ("buco"); Buraco è in effetti il nome di una versione del gioco diffusa in Brasile. Una versione nota come Burako è diffusa in Argentina ed è giocata con tessere da Rummikub.
Si gioca con due mazzi di carte da scala, comprensivi dei quattro jolly, le stesse usate anche per poker, bridge e ramino, con la sola variante che tutte le carte di valore 2 (le cosiddette pinelle del gioco, che sono le matte come i jolly) hanno sotto l'indice un simbolo formato da una stella inscritta in un cerchietto. Nella versione più diffusa, i quattro giocatori si affrontano in due coppie. Altre versioni dipendono dal numero dei giocatori: è possibile giocare singolarmente, a squadre, ed esiste anche una variante del gioco con tre giocatori, dove quindi si usano tre mazzi anziché due. Non si possono scartare né le pinelle né i jolly in ultima mano e non si puo chiudere senza aver fatto prima un burraco.

## Preparazione
Ogni partita di Burraco si compone di uno o più mazzi di carte (un mazzo inizia con la distribuzione delle carte e si conclude con il conteggio dei punti). 
Dopo aver mescolato le carte, il giocatore a destra del mazziere taglia il mazzo di carte e prepara due "mazzetti" di 11 carte prendendole da sotto il mazzo tagliato.
I due mazzetti - anche detti «pozzetti» - devono essere disposti uno sopra l'altro a croce (facendo attenzione a mettere sotto il secondo mazzetto e sopra quello della prima carta). I pozzetti vengono poi messi su un lato del tavolo e le carte rimanenti da questa porzione superiore del mazzo tagliato, coperte, vanno posizionate al centro del tavolo. Se si gioca a tre, invece, i «mazzetti» da preparare saranno due: uno da 11 carte e l'altro, quello che prenderà il primo fra i giocatori che chiude, da 18 carte.
Il mazziere nel frattempo distribuisce 11 carte ai giocatori, una alla volta, in senso orario. Una carta va poi posta scoperta sul tavolo a formare il Monte degli scarti, mentre le rimanenti vanno sopra la porzione superiore del mazzo tagliato, già posizionata al centro del tavolo, a formare il tallone.

## Svolgimento del gioco
Il turno di ogni giocatore si compone di tre momenti:
- la pesca di una carta dal mazzo coperto (tallone)[5] posto al centro del tavolo o, alternativamente, la raccolta di tutte le carte scoperte che formano il monte degli scarti;
- l'apertura di nuovi giochi o il collegamento delle proprie carte ai giochi già aperti dallo stesso giocatore (e dal suo compagno se si gioca in quattro) (momento facoltativo);
- lo scarto di una carta, chiudendo così il proprio turno e passando il turno al giocatore successivo.

### Pesca o raccolta
Il «monte degli scarti» è l'insieme delle carte scartate dai giocatori alla fine del proprio turno. All'apertura del gioco è composto da quell'unica carta scoperta dal mazziere.
Il giocatore di turno può decidere di iniziare o pescando una carta coperta dal mazzo (tallone), oppure prendendo l'intero monte degli scarti.
Generalmente, il giocatore che, raccogliendo il monte degli scarti, lascia un'unica carta del monte sul tavolo, la sta indicando come scarto.

### Fare gioco
Dopo aver pescato o raccolto, il giocatore può, se ne ha modo e se vuole (non necessariamente deve):
- «calare» delle nuove combinazioni o sequenze di carte;
- «attaccare» delle carte alle proprie combinazioni e sequenze (se si gioca in coppia, si attaccano alle combinazioni e sequenze che si hanno in comune).

Per combinazione si intende:
- un gruppo di almeno tre carte dello stesso valore e di qualunque seme (per esempio 7♥ 7♦ 7♠, oppure 3♣ 3♠ 3♥). Da notare che in una combinazione possono comparire carte con lo stesso seme, anche perché, se così non fosse, sarebbe impossibile realizzare un burraco.

Per sequenza si intende:
- un gruppo di almeno tre carte dello stesso seme, ordinate in scala (3♥ 4♥ 5♥).

Sequenze e combinazioni possono essere integrate, in mancanza di una carta, dalle «matte»: Jolly e Pinelle. I Jolly sono i quattro ben noti Joker delle carte francesi; per Pinella si intendono invece tutti i 2 (nel gioco sono otto in totale, due per ogni seme) considerati non nella loro funzione naturale nella sequenza (1, 2, 3, 4, ...), comunque prevista, ma alla stregua del Jolly stesso.
Per ogni combinazione o sequenza è ammessa al massimo un'unica matta; esempio di combinazione con Matta: 4♣ 5♣ 6♣ 2♥ (pinella che vale per il 7♣) 8♣; oppure 6♣ 6♥, joker, 6♠️.
La matta può essere rimpiazzata dalla carta che sostituisce, ma non può comunque essere tolta dalla sequenza o dalla combinazione. Le matte non tornano, quindi, mai in mano, ma rimangono in fondo - o in cima se necessario - alla sequenza/combinazione dove continuano a svolgere il loro ruolo.
Se in una scala si trova una Pinella dello stesso seme si può immettere un Joker trasformando la Pinella nel 2 del medesimo seme.
Se dopo aver fatto il suo gioco, il giocatore non ha più carte in mano può “andare a pozzetto”, cioè può prendere il mazzetto delle undici carte già predisposte al lato del tavolo. Il pozzetto preso così senza scartare nessuna carta, si dice che è preso “in diretta“ - o anche "al volo" - e si vede e si gioca immediatamente.

### Lo scarto
Ogni giocatore, alla fine del proprio turno, deve scartare una carta. Se dopo aver scartato rimane senza carte in mano, deve “andare a pozzetto”, cioè può prendere il mazzetto delle undici carte già predisposte al lato del tavolo e al turno successivo iniziare a giocare le nuove carte che ha in mano. 
Il pozzetto preso "con lo scarto" si può guardare e giocare solo dopo che il partner ha completato il suo gioco con lo scarto.

## Regole varie
- Chi ha esaurito le proprie carte può “andare a pozzetto”, cioè può prendere il mazzetto delle undici carte già predisposte al lato del tavolo. Ciò può avvenire "con lo scarto" oppure "in diretta":
  - Il pozzetto preso “con lo scarto” si può guardare e giocare solo dopo che il partner ha completato il suo gioco con lo scarto;
  - Il pozzetto preso “in diretta” si vede e si gioca immediatamente.
- Avendo più carte contigue, si può utilizzare un Jolly/Pinella per calare, ma questi debbono per convenzione essere posti in basso, alla fine della sequenza.
- Non si possono calare combinazioni di Pinelle e/o Jolly.
- In ciascuna combinazione o sequenza non si può utilizzare più di un Jolly o Pinella (salvo che, se la Pinella del seme della combinazione è messa proprio al posto del 2, si può utilizzare anche un altro Jolly o Pinella).
- Nella sequenza il Jolly o la Pinella può essere sostituita solo dalla carta di cui fa le veci (o da un'altra Pinella nel caso in cui una Pinella prenda il posto del due) e il Jolly/Pinella va così posta nella parte bassa della sequenza. I Jolly e le Pinelle devono obbligatoriamente restare nel gioco già aperto cioè non possono tornare in mano al giocatore che li sostituisce.
- Se si raccoglie un monte degli scarti composto da una sola carta, non è possibile scartare quella carta, ma deve essere scartata una delle carte che già si possiede. Ovviamente se si possiede una carta uguale in mano si può scartare quella (mostrando entrambe in caso di verifica da parte degli altri giocatori).
- Nella versione originale del gioco, è permesso calare al massimo due volte (la prima per poter "andare a pozzetto" e la seconda per la chiusura). Alcune varianti del gioco rimuovono o modificano tale limite permettendo di calare solo una volta prima di andare a pozzetto. [non chiaro]

## Scopo del gioco e chiusura

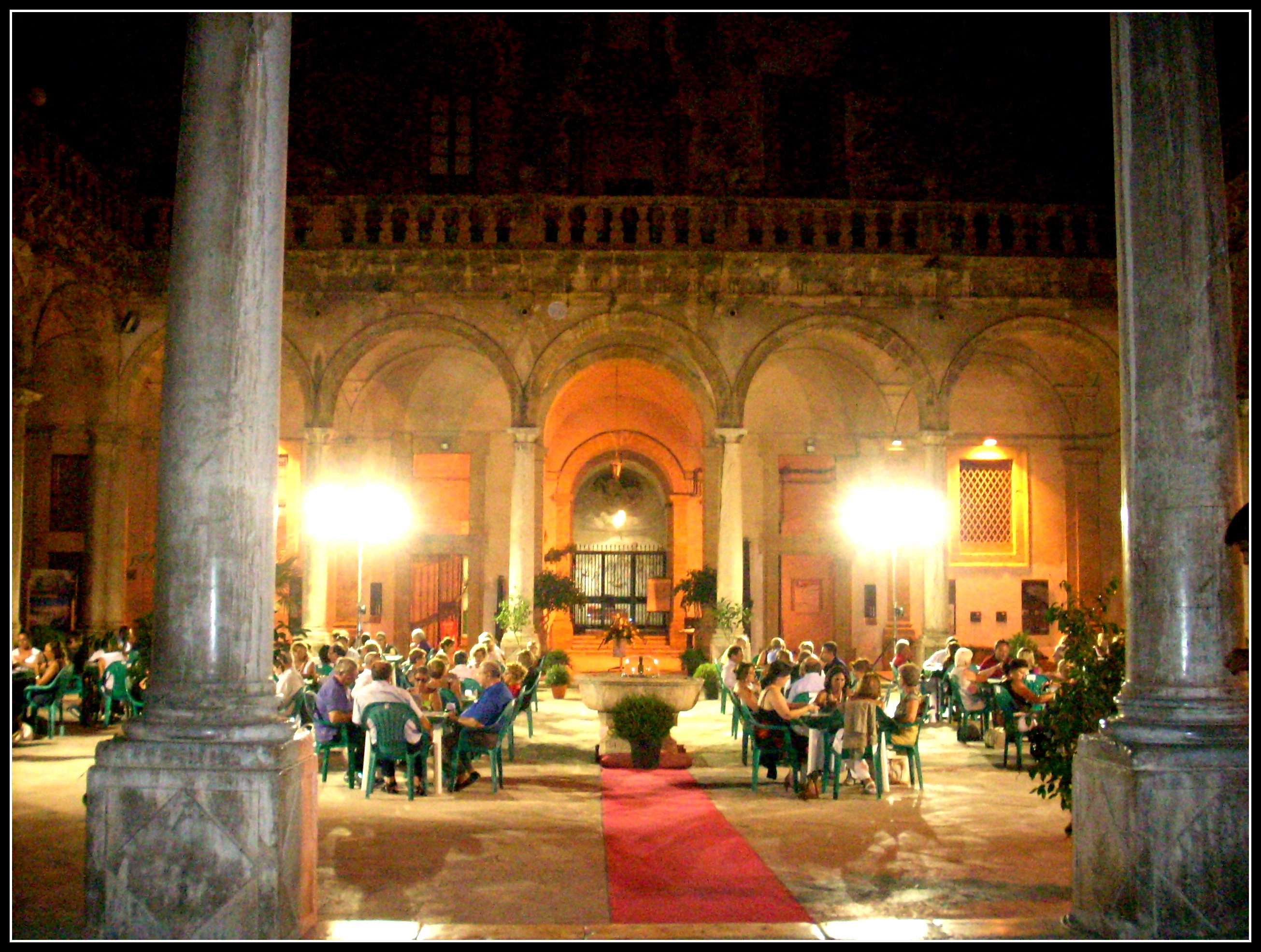
Torneo notturno di burraco nel cortile del seicentesco Palazzo del Comune di Sciacca.

Lo scopo della partita di Burraco (composta da una o più smazzate) è totalizzare il punteggio stabilito inizialmente per la chiusura della partita e farlo prima dei propri avversari (di solito il punteggio è fissato a 505, a 1005 e, nelle partite più lunghe, a 2005).
Per raggiungere la vittoria esistono due strategie di gioco:
- Realizzare il maggior numero di combinazioni possibili e quindi conquistare il maggior numero di punti.

- Cercare di raggiungere la chiusura della mano prima dell'avversario prendendo così i punti di chiusura e penalizzare l'avversario che dovrà pagare per tutte le carte ancora in proprio possesso.

Per chiudere una smazzata bisogna compiere l'ultimo scarto e rimanere senza carte in mano (nel caso della coppia, è sufficiente che solo uno dei due rimanga senza carte in mano), ma solo dopo aver completato almeno un Burraco e aver già raccolto uno dei pozzetti. Il pozzetto è uno per coppia o singolo.
Il Burraco è una combinazione o una scala di almeno sette carte. Due sono le tipologie riconosciute in tutte le codificazioni: 
- Burraco "pulito" o "puro" (formato da 7 carte dello stesso valore o da almeno 7 carte in scala dello stesso colore senza l'ausilio di pinelle o jolly; tuttavia, una scala si considera pura se presenta la pinella dello stesso seme nella posizione naturale del 2);
- Burraco "sporco" o "impuro" (formato con l'ausilio di pinelle o jolly);

Sono però attestate ulteriori tipologie:
- Burraco "semipulito", formato con l'ausilio di pinelle o jolly, che consiste o in una scala con una sequenza continua di almeno sette carte non interrotta da matte o in sette carte di uguale valore facciale più una matta;
- Super Burraco (8 carte dello stesso valore o in scala senza pinella o jolly).
- Burraco reale (scala di colore dall'asso al K con la posizione naturale del 2).

Queste ultime combinazioni non sono accettate dalla totalità della comunità di giocatori di Burraco: 
- La Fed.I.Bur., per esempio, riconosce solo le due tipologie fondamentali.[7]

- Tra le tipologie aggiuntive, la più diffusa è il Burraco semipulito, ammesso nel codice di gara ordinario della F.I.Bur.,[8] nonché nei codici di gara di F.G.B. e A.S.C. BurracoUp,[9] F.I.G.Bur. (oggi F.I.Gi.Bur.),[10] F.A.I.B.[11] e U.I.S.P.[12]
- Il Super Burraco e il Burraco reale sono ammessi, insieme al Burraco semipulito, nei codici di gara di Fe.Bur.It.[13] e F.It.A.B.[14]
  - La F.It.A.B. introduce anche il Burraco reale sporco (scala dall'Asso al re o dal 2 naturale all'Asso con matta, dal valore di 250 punti) e il Super Burraco sporco (otto carte uguali più una matta, dal valore di 200 punti).
  - Il Burraco reale è inoltre ammesso dalla stessa F.I.Bur. con il nome di "Burraco Revolution" nello speciale codice di gara del Burraco Revolution, il quale ammette anche il Burraco semipulito e presenta ulteriori regole particolari.[15]
  - Il Burraco reale puro è identico alla canastra meia real prevista nel Buraco (che vale 500 punti), il quale prevede anche la canastra real, scala di quattordici carte con un asso a entrambe le estremità, valida 1000 punti.[3]

I giocatori utilizzano le carte in dotazione dalla prima mano, acquisendone man mano di nuove dal tallone o dal Monte degli scarti e scartandole fino a terminarle.
Solo dopo aver terminato le carte del ventaglio iniziale, giocandole in combinazioni e sequenze (oltre che scartandole), si può raccogliere uno dei mazzetti - o pozzetti - preparati all'inizio dal giocatore a destra del mazziere.
Dopo aver terminato il primo ventaglio di 11 carte senza scarto, si può raccogliere il pozzetto giocandolo direttamente, fino al momento dello scarto. Se, invece, si terminano le carte scartando l'ultima nel Monte degli Scarti, si può raccogliere il pozzetto, ma lo si potrà giocare solo al turno successivo. 
Quindi se si deve prendere il pozzetto si può scartare l'ultima carta che si ha in mano, rimanere senza carta e poi prendere il pozzetto (si può scartare come ultima carta prima di andare a pozzetto un jolly o una Pinella). Se invece si deve chiudere la smazzata, si deve effettuare l'ultimo scarto che però non può essere un jolly o una pinella.
Nel caso in cui nessuno riesca a chiudere prima, il gioco termina comunque quando rimangono due carte ancora da pescare. Se nessun giocatore ha preso il mazzetto, si rifà la partita.

## Punteggio
Dopo la chiusura si calcolano i punti, a coppia, come segue:
si sommano tutti i punti delle carte che formano combinazioni o scale calate e attaccate dalla coppia.
I punti sono calcolati secondo la tabella:
Si ricorda che se l'avversario o la coppia avversaria chiude la smazzata mentre si hanno ancora carte in mano il loro valore calcolato in base alla tabella sarà sottratto dai punti cumulati.
La vittoria viene data alla coppia che raggiunge per prima i 505, 1005 o 2005 punti.

## Gioco a tre
Nel gioco a tre si gioca con 11 carte a testa e si formano due pozzetti di 11 e 18 carte.
Il mazzetto da 18 carte viene messo sopra il mazzetto da 11 (chi finirà per primo le carte che ha in mano prenderà il mazzetto da 18 carte e giocherà da solo, mentre gli altri due giocheranno insieme). Di conseguenza, ci sono sempre due giocatori che giocano contro uno.
Il primo giocatore che termina le sue carte con lo scarto o in diretta, è quello che gioca da solo ed utilizza il pozzetto da 18 carte, di conseguenza, l'altro da 11 sarà utilizzato dalla coppia avversaria quando uno dei due giocatori andrà a pozzetto.
I punti finali conseguiti o match point vengono divisi a metà fra i giocatori che giocano in coppia, mentre vengono assegnati per intero al giocatore «solitario».
Occorre inoltre notare che, nel burraco a 3 giocatori, nel caso in cui un giocatore facente parte di una coppia scarti un jolly o una pinella, quest'ultima non potrà essere raccolta dal proprio compagno di gioco.
Quando uno qualsiasi dei giocatori raggiunge il traguardo dei 1000 punti, non vi saranno più unioni di giocatori ma tutti giocheranno da soli; in questo caso verranno creati tre mazzetti da 11 carte l'uno.
Il traguardo dei 1505 punti da parte di almeno un giocatore determina la fine della partita.
Esempio
Tizio, Caio e Sempronio giocano a burraco. Tizio esaurisce le carte del «ventaglio iniziale»; essendo il primo giocatore che va a pozzo, a lui viene assegnato il mazzetto di 18 carte.
Caio e Sempronio, invece, si coalizzeranno contro Tizio e condivideranno il mazzetto da 11 carte.
Finito il gioco, Tizio avrà totalizzato 780 punti mentre Caio e Sempronio 1210. Il monte punti di Tizio, essendo stato «solitario», rimane invariato; quello di Caio e Sempronio, invece, viene diviso a metà e vengono quindi dati 605 punti ciascuno.

## Gioco a sei
Nella variante a sei si affrontano tre squadre di 2 giocatori ciascuna, che si dispongono al tavolo in ordine alternato. Altra differenza di rilievo rispetto al gioco a quattro è che si gioca con 3 mazzi di carte.
Una squadra per chiudere deve realizzare almeno un Burraco pulito e uno sporco.

## Gioco a cinque
La variante a cinque si gioca con 3 mazzi di carte, e si predispongono 3 mazzetti, due da 11 carte e uno da 17. I giocatori di volta in volta si affrontano in 3 squadre: chi va a mazzetto per primo va da solo, mentre gli altri si accoppiano in maniera tale che tra i giocatori di una coppia ci sia sempre un avversario. Se ad esempio giocano A, B, C, D E, e il mazzetto lo prende A, le coppie rivali saranno BD e CE, se lo prende B saranno invece CE e DA e così via.
Come nella variante a 3 i punti di una coppia vengono ripartiti tra i due giocatori della coppia, mentre quelli di chi va da solo gli sono attribuiti per intero.

## Il Burraco nel mondo
Il Burraco italiano fa parte di una famiglia di giochi, varianti della Canasta, attestati in diverse parti del mondo. Di seguito se ne indicano alcuni: per eventuali aspetti non specificati le regole andranno considerate identiche a quelle del Burraco italiano. 

### Buraco
In questo gioco brasiliano, una pinella vale 10 punti, mentre un jolly vale 20 punti. Vince la coppia che per prima raggiunge o supera i 3000 punti. Una coppia "vulnerabile", che cioè si trovi a metà partita (con 1500 punti o più), deve attenersi a un punteggio di apertura: ovvero, le carte della prima calata della coppia devono dare un punteggio uguale o superiore a 75 punti. Il pozzetto (morto) preso con scarto (batida indireta) ma non giocato a causa della chiusura da parte di un altro giocatore dà una penalità pari a 100 punti, non al punteggio complessivo delle carte contenute nel morto. Inoltre, all'inizio del gioco il pozzo è vuoto. Il primo giocatore guarda la prima carta del tallone e sceglie se tenerla (la prima carta del pozzo sarà dunque il primo scarto), oppure se metterla a faccia in su come prima carta del pozzo, pescare la seconda carta del tallone e procedere allo scarto.
Date queste caratteristiche più o meno costanti, il Buraco è attestato in due versioni principali. Nella versione "aperta" (Buraco aberto), le uniche combinazioni consentite sono scale di carte dello stesso seme. Oltre al burraco pulito (canastra limpa) e al burraco sporco (canastra suja), si distinguono la scala di tredici carte dall'Asso al Re (canastra meia real), con un bonus di 500 punti, e la scala di quattordici carte, con un Asso a entrambe le estremità (canastra real), con un bonus di 1000 punti. Per chiudere, è inoltre necessario aver calato almeno una canastra limpa.
Nella versione "chiusa" (Buraco fechado), le carte nel pozzo sono disposte in modo che sia visibile solo la carta sulla sommità, come nella Canasta. Rispetto al Buraco aberto, oltre alle scale sono consentite anche combinazioni di carte dello stesso valore facciale e di diverso seme. È anche consentito calare una combinazione di sole pinelle, che se promossa a canastra varrà 1000 punti (con o senza jolly). Il pozzo può essere preso solo se l'ultima carta viene usata per formare una combinazione (la quale potrà includere anche altre carte del pozzo); se la coppia è "vulnerabile", può prendere il pozzo solo se lo usa per aprire. La canastra richiesta per la chiusura non deve essere necessariamente pulita.
Infine, sono attestate numerose varianti nel punteggio, nelle combinazioni consentite e in altri dettagli, tanto nel Buraco aberto quanto nel Buraco fechado.

### Burako
Per questo gioco argentino si utilizzano tessere da Rummikub in luogo delle carte. I componenti sono comunque equivalenti a quelli degli altri giochi della famiglia: le tessere sono infatti organizzate in due gruppi, ciascuno di cinquantadue pezzi divisi in quattro serie da 1 a 13 distinte per colore (anziché per seme). L'unica differenza sta nel numero di jolly (due anziché quattro, per un totale di centosei tessere). Ogni jolly (comodín) vale 50 punti. Analogamente al Buraco, il primo giocatore guarda la prima tessera del tallone e sceglie se tenerla (la prima tessera del pozzo sarà dunque il primo scarto), oppure se metterla a faccia in su come prima tessera del pozzo, pescare la seconda tessera del tallone e procedere allo scarto. La soglia di vittoria è fissata a 3000 punti. Le uniche combinazioni a cui siano connessi premi di punteggio sono il burraco pulito (canasta pura), da 200 punti, e il burraco sporco (canasta impura), da 100 punti.

### Biriba
La Biriba (Μπιρίμπα) è diffusa in Grecia e nell'isola di Cipro; Biriba è anche un nome alternativo del Buraco brasiliano.
La sua principale innovazione è la presenza di un seme bonus, detto kozi (κόζι). Il kozi varia da smazzata a smazzata e corrisponde al seme della carta girata dal tallone come prima carta del pozzo. Un burraco (biriba, plurale biribes) che consista in una scala nel seme kozi darà un bonus di punteggio più alto. Ci sono varie versioni sulla determinazione del kozi nel caso in cui la prima carta del pozzo sia un jolly: in questa evenienza, il kozi può essere scelto dal primo giocatore, oppure corrispondere al seme della seconda carta del tallone, oppure ancora si può giocare senza kozi. Un'altra peculiarità è che la formazione della biriba deve essere effettuata prima della presa del pozzetto (detto biribaki, plurale biribakia).
I premi di punteggio connessi alle biribes sono diversificati a seconda che la combinazione sia una scala o un set di carte dello stesso valore facciale: nel primo caso, il premio sarà di 200 punti se la biriba è pura, di 100 punti se impura; nel secondo, il bonus sarà di 300 punti se la biriba è pura, di 150 punti se impura. Una biriba "completa" (scala di tredici carte dall'Asso al Re) vale 1000 punti se pura, 500 punti se impura. Qualsiasi premio di punteggio di una biriba costituita da una scala nel seme kozi viene raddoppiato. Vince la coppia che per prima supera i 5000 punti.
La Biriba prevede inoltre modifiche per il gioco a tre, cinque o sei giocatori molto simili a quelle previste dal Burraco italiano. Infine, della Biriba esistono numerose varianti: per esempio, sono attestate regole senza kozi, regole in cui non è necessario formare la biriba prima di prendere il biribaki, regole che prevedono diverse soglie di vittoria e/o punteggi di apertura diversificati a seconda del punteggio della coppia.

### Burraco "internazionale"
Oltre al codice di gara ordinario, la F.I.Bur. ha pubblicato un codice di gara del Burraco internazionale, che indica le divergenze tra il Burraco giocato in Italia e i giochi della stessa famiglia diffusi nel resto del mondo. Poiché non esiste un ente internazionale di riferimento che regoli il Burraco, per "Burraco internazionale" si dovrà intendere una formalizzazione proposta dalla F.I.Bur. delle versioni giocate in altri Paesi (in particolare del Buraco brasiliano), la quale comunque non coincide interamente con nessuna di queste in particolare (si veda sopra). Rispetto al Burraco italiano classico, il Burraco internazionale conta maggiori restrizioni e presenta le seguenti differenze:
- per poter chiudere è necessario aver formato almeno un Burraco pulito;
- come combinazioni sono consentite solo carte dello stesso seme disposte in scala. Sono consentite combinazioni di carte uguali per valore facciale solo se formate di Assi o di 3 (vale a dire la carta naturale di valore facciale più alto o quella di valore facciale più basso);
- il monte degli scarti può essere preso solo se è possibile utilizzarne almeno una carta (non è necessario che sia l'ultima scartata) per attaccarla a una combinazione già formata o per formare una nuova combinazione.

Non vengono inoltre riconosciuti il Burraco semipulito né alcuna altra forma aggiuntiva di Burraco, ma solo il Burraco pulito e il Burraco sporco.

## Altre versioni
La restrizione prevista dal Burraco internazionale relativamente alla presa degli scarti si ritrova in un'ulteriore versione proposta dalla stessa F.I.Bur., il "Burraco Revolution". In questa variante vige come obbligo di chiusura la formazione almeno di un Burraco pulito e di un Burraco sporco (o, in alternativa, di un "Burraco Revolution", vale a dire un Burraco reale), analogamente al Canastone o Canasta italiana, che permette di chiudere solo se si sono formate una canasta naturale e una mista.
Burraco Champion:
Nel 2010 Patrizio Mortera, al fine di ridurre la componente fortuna nel gioco del burraco tradizionale propone una variante dello stesso che chiama Burraco Champion. Le principali variazioni sono:
a) per chiudere definitivamente occorre fare 2 burrachi: un burraco pulito e un burraco semipulito e/o sporco, in alternativa, per chiudere basta il burraco Champion ovvero 13 carte pulite in sequenza
b) per raccogliere dal monte degli scarti bisogna obbligatoriamente giocare almeno una delle carte raccolte
c) la tipologia dei punti è così riassunta: burraco sporco 100 punti; burraco semipulito 150 punti; burraco pulito 300 punti; burraco Champion 500 punti. La chiusura vale 200 punti e il pozzetto non preso -200 punti.
Sull'esempio dello stesso nascono diverse imitazioni chiamate: Elite, Evolution, Revolution

## Il Burraco in Italia
Il Burraco appare a metà degli anni ottanta nel meridione d'Italia e poco alla volta inizia a diffondersi su larga scala nel resto del paese, come conseguenza della nascita, nel 1994, dell'Associazione Sportiva Dilettantistica Federazione Italiana Burraco (in sigla F.I.Bur.), prima associazione sportiva dilettantistica di Burraco legalmente riconosciuta in Italia. Il Burraco, come tutti i giochi di carte ad eccezione del Bridge, non è riconosciuto dal C.O.N.I. come attività sportiva. La mancanza di un riconoscimento come attività agonistica ha sfavorito il sorgere di un'unica federazione ufficiale, con il conseguente proliferare di "federazioni" per lo più nella forma di associazioni sportive dilettantistiche o di associazioni di promozione sociale. La F.I.Bur. resta la più diffusa e influente. Oltre alla F.I.Bur., le principali associazioni che seguono e sviluppano il gioco del Burraco in Italia sono la F.G.B. (Federazione Gioco Burraco), BurracoUp (supportata da A.S.C. Associazioni Sportive Confederate), la Fed.I.Bur. (Federazione Italia Burracolive), la Fe.Bur.It. (Federazione Burraco Italia), la F.It.A.B. (Federazione Italiana Associate Burraco), la F.A.I.B. (Federazione Autonoma Italiana Burraco), la F.I.Gi.Bur. (Federazione Italiana Gioco Burraco, prima F.I.G.Bur.), la U.I.S.P. (Unione Italiana Sport Per Tutti - Settore Burraco), la U.I.G.C. (l'Unione Italiana Gruppi Cartofili), l'A.S.I. (E.P.S. Associazioni Sportive e Sociali Italiane - Settore Burraco). Non risulta più attiva la F.I.B.A.S. (Federazione Italiana Burraco Agonistico Sportivo).
Tra gli appassionati di burraco, vanno citati tra i più noti il tenore Luciano Pavarotti, Alessia Marcuzzi, Katia Ricciarelli, Brigitte Nielsen, oltre che Sandra Mondaini, Giulio Andreotti. e Raffaella Carrà e Alessandro Cattelan.